# Anna Odine Strøm

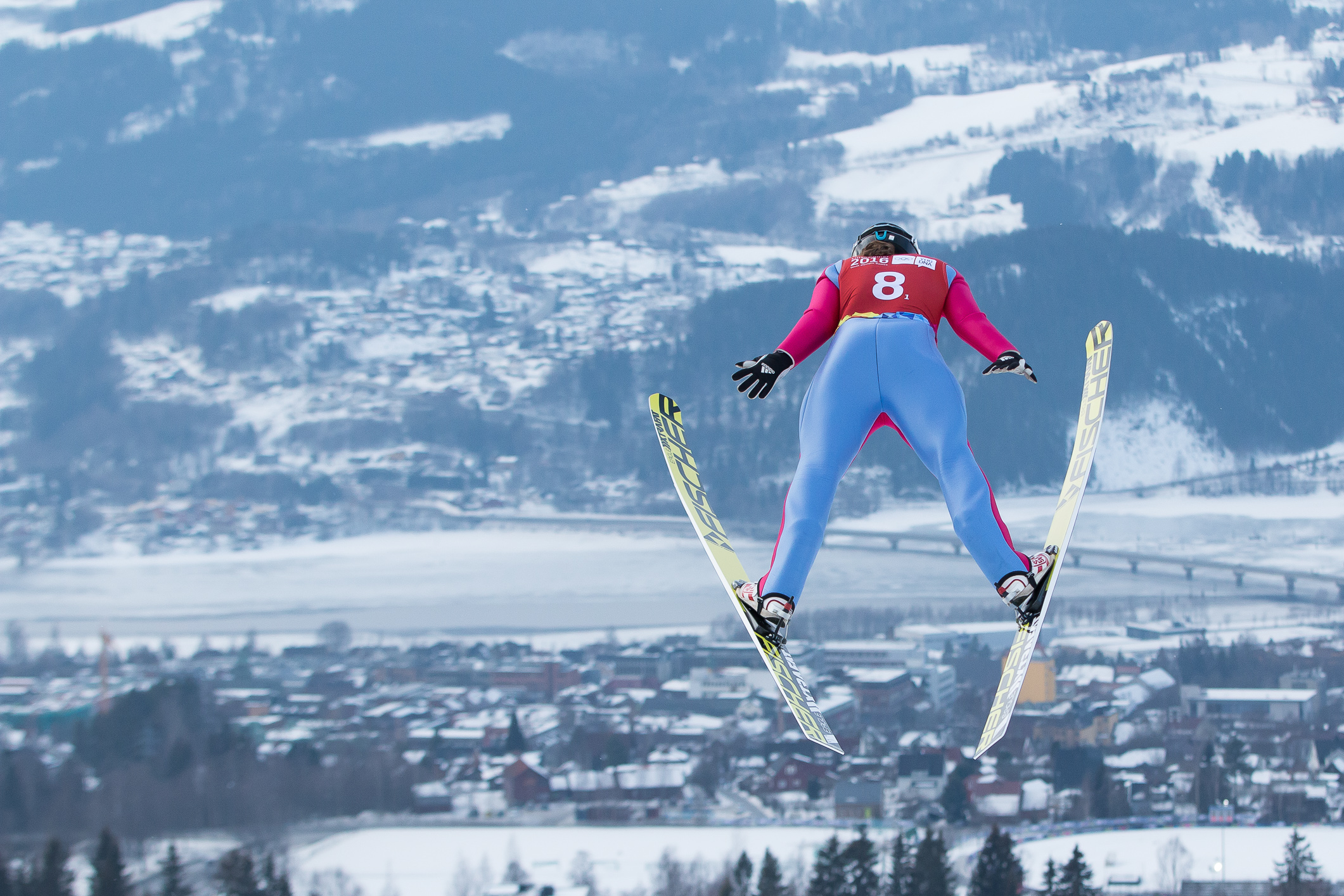
Strøm in Lillehammer (2016)

Anna Odine Strøm (* 17. April 1998 in Alta) ist eine norwegische Skispringerin. Ihre bisher größten Erfolge sind die Goldmedaillen im Teamwettbewerb und im Mixed-Teamwettbewerb bei den Nordischen Skiweltmeisterschaften 2025 in Trondheim sowie die Bronzemedaillen in den Einzelwettbewerben von der Normalschanze 2023 in Planica und 2025.

## Werdegang
Strøm gab ihr internationales Debüt am 18. Februar 2012 bei einem Continental-Cup-Springen in Liberec. Dort wurde sie allerdings wegen eines nicht regelkonformen Anzuges disqualifiziert. Ein Jahr später nahm Strøm an selber Stelle an der Junioren-WM teil. Während sie im Einzel mit Rang 38 den zweiten Wertungsdurchgang verpasste, belegte sie mit dem Team den vierten Platz.
Anschließend startete sie erneut im Continental Cup, wo sie erste Punkte sammeln konnte und damit berechtigt war, im Skisprung-Weltcup zu starten. Bei ihrem Weltcupdebüt im norwegischen Lillehammer sprang Strøm am 7. Dezember 2013 auf Rang 34. In der folgenden Woche erreichte sie in Notodden ihre erste Podiumsplatzierung im Continental Cup hinter ihren Landsfrauen Anette Sagen und Gyda Enger. Bei den Junioren-Weltmeisterschaften 2018 im schweizerischen Kandersteg gewann sie mit der norwegischen Mixedmannschaft den Weltmeistertitel und wurde im Einzel Dritte.
Bei den Nordischen Skiweltmeisterschaften 2019 in Seefeld in Tirol gewann Strøm mit der Mannschaft, zu der zudem Ingebjørg Saglien Bråten, Silje Opseth und Maren Lundby gehörten, die Bronzemedaille im Teamspringen. Nachdem sie im Einzelwettbewerb Neunte geworden war, gewann sie im abschließenden Mixed-Mannschaftswettbewerb gemeinsam mit Robert Johansson, Maren Lundby und Andreas Stjernen ihre zweite Bronzemedaille. Zwei Jahre später erreichte sie bei den Weltmeisterschaften 2021 in Oberstdorf gemeinsam mit Silje Opseth, Thea Minyan Bjørseth und Maren Lundby erneut den dritten Platz im Mannschaftswettbewerb der Frauen. In den Einzelwettbewerben wurde sie 19. von der Normal- und 27. von der Großschanze.
Bei den Olympischen Winterspielen 2022 in Peking belegte sie den 15. Rang im Einzelwettbewerb auf der Normalschanze. Mit der norwegischen Mixed-Mannschaft wurde sie Achte.
Am 31. Dezember 2022 feierte sie beim Einzelwettbewerb in Ljubno im Rahmen des Silvester-Turniers ihren ersten Weltcupsieg. Bei den Weltmeisterschaften 2023 in Planica gewann Strøm im Einzelwettbewerb von der Normalschanze und zusammen mit Maren Lundby, Eirin Maria Kvandal und Thea Minyan Bjørseth im Teamwettbewerb die Bronzemedaille. Im Mixed-Teamwettbewerb gewann sie gemeinsam mit Johann André Forfang, Thea Minyan Bjørseth und Halvor Egner Granerud die Silbermedaille. Im Einzelwettbewerb von der Großschanze wurde sie Fünfte.
Bei den Europaspielen 2023 gewann sie im Mixed-Teamwettbewerb gemeinsam mit Robert Johansson, Eirin Maria Kvandal und Marius Lindvik die Silbermedaille.
Am 15. Dezember 2023 erlitt Strøm in Engelberg bei einem Sturz eine schwere Knieverletzung. Am 14. September 2024 kehrte sie im Rahmen des Intercontinental-Cups zurück und wurde in Trondheim Zweite.
Bei den Weltmeisterschaften 2025 in Trondheim gewann Strøm im Teamwettbewerb gemeinsam mit Ingvild Synnøve Midtskogen, Heidi Dyhre Traaserud und Eirin Maria Kvandal sowie im Mixed-Teamwettbewerb gemeinsam mit Marius Lindvik, Kvandal und Johann André Forfang die Goldmedaille. Außerdem gewann sie im Einzelwettbewerb von der Normalschanze die Bronzemedaille.

## Erfolge

### Weltcupsiege im Einzel
| Nr. | Datum             | Ort          | Typ           |
| --- | ----------------- | ------------ | ------------- |
| 1.  | 31. Dezember 2022 | Ljubno       | Normalschanze |
| 2.  | 29. Januar 2023   | Hinterzarten | Großschanze   |
| 3.  | 18. Februar 2023  | Râșnov       | Normalschanze |

### Weltcupsiege im Team
| Nr. | Datum           | Ort       | Typ                 |
| --- | --------------- | --------- | ------------------- |
| 1.  | 3. Februar 2023 | Willingen | Großschanze Mixed 1 |

### Grand-Prix-Siege im Team
| Nr. | Datum              | Ort          | Typ                 |
| --- | ------------------ | ------------ | ------------------- |
| 1.  | 12. September 2021 | Tschaikowski | Großschanze Mixed 1 |

## Statistik

### Weltcup-Platzierungen
| Saison  | Platz | Punkte |
| ------- | ----- | ------ |
| 2013/14 | 56.   | 0010   |
| 2015/16 | 48.   | 0008   |
| 2016/17 | 58.   | 0004   |
| 2017/18 | 17.   | 0234   |
| 2018/19 | 07.   | 0717   |
| 2019/20 | 17.   | 0237   |
| 2020/21 | 21.   | 0165   |
| 2021/22 | 17.   | 0292   |
| 2022/23 | 04.   | 1278   |
| 2023/24 | 31.   | 0080   |
| 2024/25 | 08.   | 0801   |

### Grand-Prix-Platzierungen
| Saison | Platz | Punkte |
| ------ | ----- | ------ |
| 2018   | 09.   | 0139   |
| 2021   | 16.   | 0107   |
| 2023   | 43.   | 0020   |

### Intercontinental-Cup-Platzierungen
| Saison  | Platz | Punkte |
| ------- | ----- | ------ |
| 2024/25 | 44.   | 0140   |

### Continental-Cup-Platzierungen
| Saison  | Platz | Punkte |
| ------- | ----- | ------ |
| 2012/13 | 17.   | 0058   |
| 2013/14 | 18.   | 0069   |
| 2014/15 | 25.   | 0069   |
| 2015/16 | 12.   | 0122   |
| 2016/17 | 34.   | 0032   |
| 2017/18 | 26.   | 0088   |

### Schanzenrekorde
| Schanze (Hillsize)       | Ort          | Land        | Weite   | aufgestellt am  | Rekord bis |
| ------------------------ | ------------ | ----------- | ------- | --------------- | ---------- |
| Adler-Skistadion (HS111) | Hinterzarten | Deutschland | 112,5 m | 29. Januar 2023 | aktuell    |